# Yallahs
Yallahs, auch geschrieben Yallahs Bay oder Yallahs Village, ist eine Kleinstadt an der Südostküste von Jamaika. Sie liegt im County Surrey, in dessen Parish Saint Thomas. Yallahs ist die 22-größte Stadt der Insel. 2010 betrug die Einwohnerzahl 7653 Menschen. Die Stadt liegt 0 Meter über dem Meeresspiegel. Circa drei Meilen von Yallahs entfernt liegt der District of Heartsease. In diesem winzigen Ort lebt eine religiöse Sekte, die sich mit weiten Gewändern und bunten Tüchern um den Kopf kleidet. In ihren Zeremonien tanzen sie sich, zu hypnotisch-rhythmischer Trommelmusik, in Trance.

## Geschichte
Yallahs wurde Ende des 16. Jahrhunderts gegründet. Der Ursprung ihres Namens ist ungewiss. Die sichersten Quellen besagen, dass die Stadt nach einem Freibeuterkapitän namens Kapitän Yallahs, der in dieser Region bis 1671 gelebt hat, benannt wurde. Im Jahr 1692 erschütterte ein starkes Erdbeben die Region. Dabei entstanden die Bucht Twin Salt Ponds und die dazugehörigen Seen.

## Geografie und Wirtschaft
Nördlich der Stadt liegen die Twin Salt Ponds. Das darin enthaltene Meereswasser weist einen 15-mal stärkeren Salzgehalt auf als der Atlantik. Das dort gewonnene Salz ist ein wichtiges Handelsgut und macht die Stadt zum größten Salzlieferanten der Insel. Die Luft um diese Bucht und deren einzelnen Teichen ist reich an Schwefelwasserstoff. Dieser wird durch Bakterien verursacht, die in den Salzteichen leben. Im Jahre 1902 wurde berichtet, dass man den Schwefelwasserstoffgeruch bis zur Hauptstadt Kingston wahrnehmen konnte.
Die Bucht bildet sich zu einem aus dem Festland, zum anderen aus einer durch das Erdbeben entstandenen Landzunge mit dem Namen Yallahs Pond. Dort befindet sich ein großes Vogelschutzgebiet. Westlich von Yallahs mündet der gleichnamige Fluss Yallahs River in den Atlantik.